# Джукали
Джукали (серб. Ћукали) — населенный пункт (деревня) в общине Србац, который принадлежит энтитету Республике Сербской, Босния и Герцеговина. По результатам югославской переписи населения 1991 года в Джукали проживало 380 человек.

## Образование
В Джукали есть начальная школа, работающая уже 40 лет.

## Население
Население на 1993 год дано по оценке численности, данной властями Республики Сербской.Преобладают сербы.
| 1948                           | 1953 | 1961 | 1971 | 1981 | 1991 | 1993 |
| ------------------------------ | ---- | ---- | ---- | ---- | ---- | ---- |
| 724                            | 734  | 710  | 489  | 488  | 380  | 346  |
| Гистограмма динамики населения |      |      |      |      |      |      |

### Национальный состав
1991 год:
- сербы — 364 (95,79 %);
- хорваты — 0 (0,00 %);
- югославы — 14 (3,68 %);
- мусульмане — 0 (0,00 %);
- другие — 2 (0,52 %).